# August Kömpel

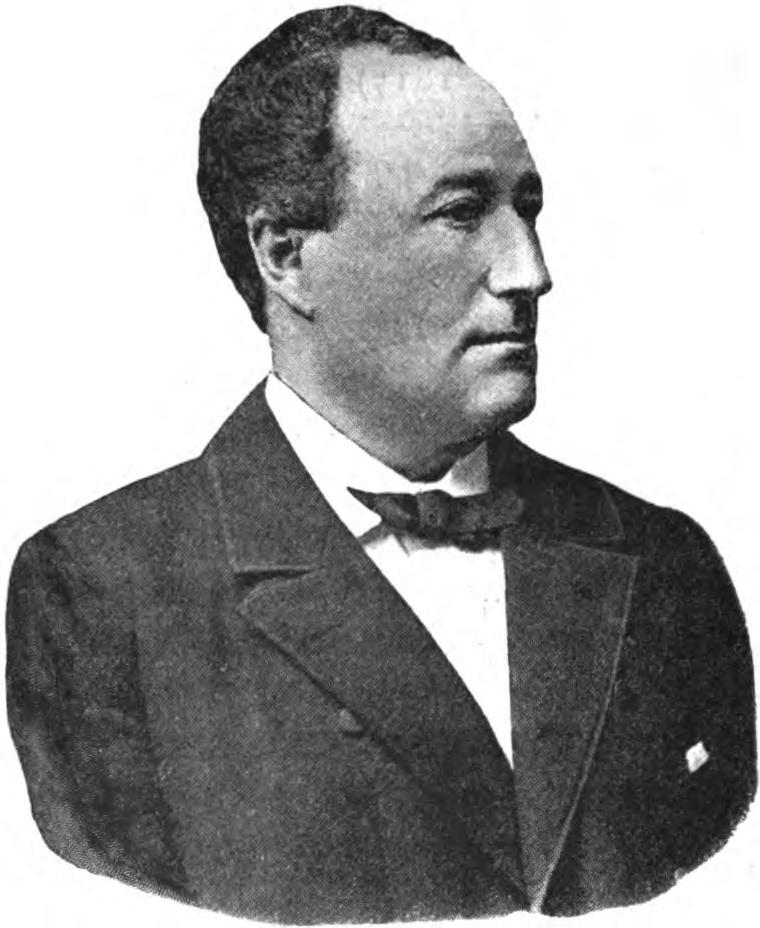
August Kömpel

August Kömpel (* 15. August 1831 in Brückenau; † 7. April 1891 in Weimar) war ein deutscher Violinvirtuose und Orchesterleiter an der Hofkapelle Weimar.

## Leben
Er besuchte die Musikschule in Brückenau. Kömpel war letzter Schüler von Louis Spohr in Würzburg. Weitere Meister fand er in Ferdinand David und Joseph Joachim, der Violinist in Kassel und Hannover war. Kömpel war von 1852 bis 1861 in Hannover. Von 1863 bis 1884 war er Leiter der Weimarer Hofkapelle. Er dominierte diese nicht zur als Leiter, sondern auch als Solist im Theater von 1863 bis 1882. Er spielte 21 Mal Violinkonzerte Ludwig van Beethovens und Louis Spohrs. In seinem Repertoire standen auch Werke von Hector Berlioz, Max Bruch und Joachim Raff. In den 1870er Jahren veranstaltete der von ihm gegründete Weimarer Orchesterverein als Laienorchester förmlich Sinfoniekonzerte.
Ihm ist es wie auch Carl Müllerhartung durch ihren Initiativreichtum zu verdanken, das nach dem Ausscheiden von Franz Liszt die Weimarer Hofkapelle und Orchester ihr Niveau halten konnten.

## Ehrungen
Die Musikschule in Bad Brückenau trägt seinen Namen.